# 아리오카 다이키
아리오카 다이키(有岡 大貴, 1991년 4월 15일 ~ )는 일본의 배우, 가수이며, 남성 아이돌 그룹 Hey! Say! JUMP의 멤버이다. 2003년 쟈니스 사무소 입소 이전에 아역배우로 활동 했었다. 신장 164.5cm, 혈액형은 A형. 
지바현 나라시노시 출신. STARTO ENTERTAINMENT 소속. 배우자는 배우 마츠오카 마유.

## 약력
1999년, 쥬네스 기획에 입소. 아역 배우로 활동하다가, 2003년 6월 2일, 쟈니즈 사무소에 입소.
2004년, J.J.Express의 새로운 멤버로서 그룹에 참가한다.
2007년 봄, Hey! Say! BEST가 결성되어 멤버가 된다. 8월 1일에 CD 데뷔.
9월 24일부터, Hey! Say! JUMP가 결성되어 멤버가 된다. 11월 14일에 CD 데뷔.
2008년, 드라마 《선생님은 대단햇!》에 야마다 료스케, 치넨 유리, 나카지마 유토와 함께 주연.
2014년 4월 1일부터, 버라이어티 프로그램 《히루난데스!》에 화요 레귤러로서 출연.

## 인물
- SMAP의 카토리 싱고를 동경 해 자니스 사무소에 들어 갔다.

- 같은 그룹멤버인 야마다 료스케와 함께 아라시의 오노 사토시를 동경한다.

교우 관계
- 타카키 유야와는 주니어 시절의 유닛인 J.J.Express 이전부터 친했다고 한다. 현재도 둘이서 라디오 레귤러 사회를 맡아 진행중. 오랫동안 사귀어 온 만큼 아리오카에 대한 신뢰가 굉장히 깊다. 나이는 아리오카 쪽이 한 살 어리지만, 형같이 믿음직스러운 느낌이라고 한다.

## 출연

### 드라마
- 리미트 혹시, 우리 아이가… (2000년 7월 3일 ~ 9월 11일, 요미우리 TV) - 우도 타카유키 역
- 백수전대 가오레인저 (2001년 2월 18일 ~ 2002년 2월 10일, TV 아사히)
- 핫쵸보리의 일곱 명 2 제1화 (2001년 1월 18일, TV 아사히) - 히코타 역
- 수요 여자와 사랑과 미스터리 범죄 교섭인 유리코 1 (2001년 6월 13일, TV 도쿄) - 우치다테 카즈노리 역
- 수요 서스펜스 극장 찢긴 천사 (2001년, 닛폰 TV) - 나가이 쇼 역
- 여기는 제3사회부 제9화 (2001년 12월 3일, TBS) - 타나카 마사오 역
- 하미다시 형사 정열계 VI 제18화 (2002년 2월 13일, TV 아사히) - 카사하라 아키라 역
- 최후의 변호인 제2화 (2003년 1월 22일, 닛폰 TV) - 사쿠라 고 역
- 쿠니미츠의 정치 (2003년 7월 1일 ~ 9월 9일, 후지 TV) - 미스기 유지 역
- 엔진 (2005년 4월 18일 ~ 6월 27일, 후지 TV) - 소노베 토오루 역
- 풍림화산 (2006년 1월 8일, TV 아사히) - 타케다 카츠요리 역
- 선생님은 대단햇! (2008년 4월 12일, 닛폰 TV) - 주연·타케쿠라 린 역
- 스크랩 티처~교사 재생~ (2008년 10월 11일 ~ 12월 13일, 닛폰 TV) - 주연·이리에 스기조 역
- 신춘 와이드 시대극 츄신구라~그 도리 그 사랑~ (2012년 1월 2일, TV 도쿄) - 오오이시 치카라 역
- 킨다이치 소년의 사건부 홍콩 구룡재보 살인사건 (2013년 1월 12일, 닛폰 TV) - 사사키 류지 역
- 킨다이치 소년의 사건부 고쿠몬 학원 살인사건 (2014년 1월 4일, 닛폰 TV) - 사사키 류지 역
- 킨다이치 소년의 사건부 N(neo) (2014년 7월 ~ 9월, 닛폰 TV) - 사사키 류지 역
- 오키테가미 쿄코의 비망록 (2015년 10월 ~ 12월, 닛폰 TV) - 나리카와 누루 역
- 고식 로봇 (2017년 6월 ~ ,닛폰TV) - 무쟈키 역
- 코드 블루 -닥터헬기긴급구명- 3rd season (2017년 7월 ~ 9월, 후지TV) - 나토리 소마 역

### 영화
- 아네고 ANEGO (2002년) - 콘노 히데타 역
- 베이스볼 키즈 (2003년) - 하급생 역
- Jam Films 2 〈FASTENER〉 (2003년) - 주연
- 코도모츠카이 (2017년) - 에자키 슌야 역
- 신 울트라맨 (2022년) - 타키 아키히사 역

### 버라이어티
- 백식~백으로 아는 하나의 지식~ (2006년 10월 ~ 2007년 3월, 후지 TV)
- 백식 (2007년 4월 ~ 2007년 9월, 후지 TV)
- 히루난데스! (2014년 4월 1일 ~ , 닛폰 TV) - 화요 레귤러

### 라디오
- JUMP da베이베! (2014년 4월 ~ , bayfm, 매주 금요일 24:30 ~ 24:57)-타카키 유야와 함께진행

### 무대
- Endless SHOCK (2005년) - 코이치(소년 시절) 역
- Dream Boys (2006년)
- 타키자와 연무성 (2006년)
- One! -the history of Tackey- (2006년)
- 타키자와 연무성 2007 (2007년)
- JOHNNYS' World (2012년 ~ 2013년)